# Platyrhina
A Platyrhina a porcos halak (Chondrichthyes) osztályának elektromosrája-alakúak (Torpediniformes) rendjébe, ezen belül a Platyrhinidae családjába tartozó nem.

## Tudnivalók
A három korábban ismert faj a Csendes-óceán északi és északnyugati részein él, azonban a 2016-ban felfedezett P. psomadakisi az Észak-Indiai-óceánban fordul elő. Eme állatok hossza fajtól függően 38-68 centiméter között változik.

## Rendszerezés
A nembe az alábbi 4 faj tartozik:
- Platyrhina hyugaensis Iwatsuki, Miyamoto & Nakaya, 2011
- Platyrhina psomadakisi White & Last, 2016
- Platyrhina sinensis (Bloch & Schneider, 1801) - típusfaj
- Platyrhina tangi Iwatsuki, Zhang & Nakaya, 2011